# Alejo Sauras
Alejo Martín Sauras (Palma di Maiorca, 29 giugno 1979) è un attore spagnolo che lavora in campo cinematografico e televisivo.

## Biografia
Pur essendo nato a Maiorca, Sauras è cresciuto a Madrid nel quartiere di Aluche. Ha studiato elettronica per l'aviazione per un po' ma ha lasciato gli studi per dedicarsi alla recitazione. Ha inoltre studiato il giapponese.
Sauras ha cominciato a ottenere piccoli ruoli in serie televisive e inizia a farsi conoscere grazie al ruolo del giovane gay Santi nella serie TV Al salir de clase, interpretato dal 1997 al 2001. Nel 2006 il primo ruolo da protagonista al cinema nel film Bienvenido a casa di David Trueba. Diventa popolare in Spagna per il ruolo di Raúl Martínez nella serie televisiva Los Serrano.
Nel 2008 ha ottenuto un ruolo nel film di Pedro Almodóvar Gli abbracci spezzati.

## Filmografia

### Attore

#### Cinema

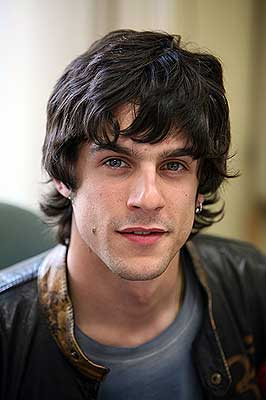
Sauras nel 2006

- Mensaka, regia di Salvador García Ruiz (1998)
- Y decirte alguna estupidez, por ejemplo, te quiero, regia di Antonio del Real (2000)
- La mujer de mi vida, regia di Antonio del Real (2001)
- Diario de una becaria, regia di Josetxo San Mateo (2003)
- Atrapados, regia di Criso Renovell (2003)
- H6 - Il diario di un assassino (H6: Diario de un asesino), regia di Martín Garrido Barón (2005)
- Mentiras, regia di Miguel Perelló (2005)
- Bienvenido a casa, regia di David Trueba (2006)
- La habitación de Fermat, regia di Luis Piedrahita e Rodrigo Sopeña (2007)
- Lo que tiene el otro, regia di Miguel Perelló (2007)
- Café solo o con ellas, regia di Álvaro Díaz Lorenzo (2007)
- Gli abbracci spezzati (Los abrazos rotos), regia di Pedro Almodóvar (2008)
- Sexykiller: morirás por ella, regia di Miguel Martí (2008)
- Mentiras y gordas, regia di Alfonso Albacete e David Menkes (2009)
- Solo química, regia di Alfonso Albacete (2015)
- Il giocatore di scacchi (El jugador de ajedrez), regia di Luis Oliveros (2017)

#### Televisione
- A las once en casa – serie TV, 3 episodi (1998)
- Compañeros – serie TV, 2 episodi (1998)
- El comisario – serie TV, 1 episodio (2000)
- Al salir de clase – serie TV, 405 episodi (1997-2001)
- Cuéntame – serie TV, 2 episodi (2002)
- 7 vidas – serie TV, 2 episodi (2001-2002)
- Javier ya no vive solo – serie TV, 4 episodi (2003)
- Los Serrano – serie TV, 143 episodi (2003-2008)
- Cazadores de hombres – serie TV, 8 episodi (2008)
- Acusados – serie TV, 13 episodi (2010)
- 14 de abril. La República – serie TV, 14 episodi (2011)
- Fenómenos – serie TV, 9 episodi (2012-2013)
- Algo que celebrar – serie TV, 8 episodi (2015)
- Estoy Vivo - serie TV, 13 episodi (2017)

#### Videoclip
- Xanandra dei Mägo de Oz (2012)

### Doppiatore
- Robots, regia di Chris Wedge e Carlos Saldanha (2005) - versione spagnola